# Ебергард фон Куенгайм
Ебергард фон Куенгайм (нім. Eberhard von Kuenheim, 2 жовтня 1928) — німецький промисловий керівник. Він був головою виконавчого правління (фактично генеральним директором) BMW Group, між 1970 й 1993 роками.

## Біографія
Куенгайм народився в селі Джудіти (пол. Judyty) поблизу Бартошиці (Східна Пруссія). Його батько помер від аварії на верховій їзді в 1935 році, мати померла в радянському таборі НКВС після Другої світової війни.
На початку 1945 року Куенгайм втік від наступаючої Червоної армії і був евакуйований через Піллау до Західної Німеччини в березні 1945 року протягом усієї операції «Ганнібал».
Він вивчав машинобудування до 1954 року в Технічному університеті Штутгарта, а в 1965 році приєднався до групи Квандт, найбільшого акціонера BMW з 1959 року.
1 січня 1970 року Куенгайм став генеральним директором BMW Group. Коли Куегхайм став генеральним директором, у BMW було 23 000 співробітників; коли він залишив цю посаду в 1993 році, їх кількість зросла до 71 000. Куенгайм «перетворив BMW з невеликого, нецілеспрямованого виробника автомобілів та мотоциклів на розкішну іконку світового рівня». 
Після того, як Бернд Пішецрідер пішов за ним на посаду генерального директора, Куенгайм керував наглядовою радою BMW до 1999 року. Сьогодні Куенхайм є головою Фонду Еберхарда-фон-Куенгайм (англ. Eberhard-von-Kuenheim-Foundation) від BMW. Він також є почесним сенатором Мюнхенського технічного університету, який назвав його ім'ям будівлю на машинобудівному факультеті.